# Uchanie (gromada)
Uchanie – dawna gromada, czyli najmniejsza jednostka podziału terytorialnego Polskiej Rzeczypospolitej Ludowej w latach 1954–1972.
Gromady, z gromadzkimi radami narodowymi (GRN) jako organami władzy najniższego stopnia na wsi, funkcjonowały od reformy reorganizującej administrację wiejską przeprowadzonej jesienią 1954 do momentu ich zniesienia z dniem 1 stycznia 1973, tym samym wypierając organizację gminną w latach 1954–1972.
Gromadę Uchanie z siedzibą GRN w Uchaniach utworzono – jako jedną z 8759 gromad na obszarze Polski – w powiecie hrubieszowskim w woj. lubelskim na mocy uchwały nr 8 WRN w Lublinie z dnia 5 października 1954. W skład jednostki weszły obszary dotychczasowych gromad Bokinia, Feliksów, Uchanie osada, Uchanie kol., Pielaki, Wola Uchańska i Rozkoszówka ze zniesionej gminy Uchanie oraz obszary dotychczasowych gromad Białowody kol. i Białowody wieś ze zniesionej gminy Grabowiec w tymże powiecie. Dla gromady ustalono 27 członków gromadzkiej rady narodowej.
1 stycznia 1960 do gromady Uchanie włączono obszar zniesionej gromady Drohiczany w tymże powiecie.
1 stycznia 1962 do gromady Uchanie włączono wsie Putnowice Górne i Aurelin ze zniesionej gromady Jarosławiec w tymże powiecie.
1 stycznia 1969 do gromady Uchanie włączono wsie Teratyn, Teratyn Kolonia, Jarosławiec, Odletajka, Lemieszów, Marysin, Miedniki, Wysokie, Łuszczów Wieś i Łuszczów Kolonia ze gromady Teratyn w tymże powiecie.
Gromada przetrwała do końca 1972 roku, czyli do kolejnej reformy gminnej. 1 stycznia 1973 w powiecie hrubieszowskim reaktywowano gminę Uchanie.